# Equipe moçambicana na Copa Davis
A equipa/equipe moçambicana na Copa Davis representa Moçambique na Copa Davis, principal competição de ténis masculina por equipas/equipes do mundo. É administrada pela Federação Moçambicana de Ténis.